# Ponciano Leiva

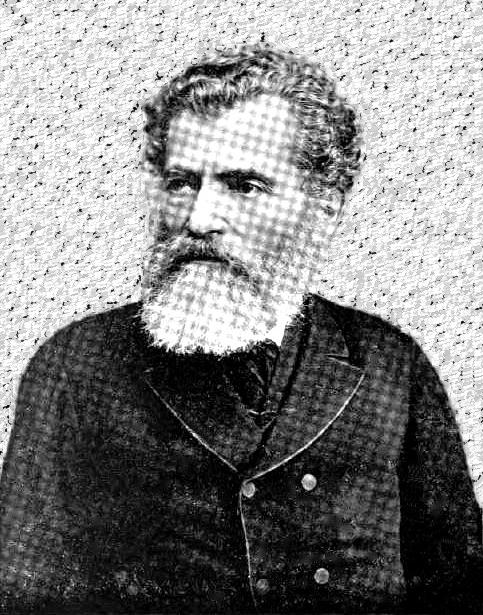
Ponciano Leiva

Ponciano Leiva Madrid (* 1821; † 1896) war vom 13. Januar 1874 bis zum 8. Juni 1876 und vom 30. November 1891 bis zum 9. Februar 1893 Präsident von Honduras. Ponciano Leiva war General und Mitglied der Partidio Conservador.

## Erste Amtszeit
Am 1. November 1873 trafen sich Justo Rufino Barrios Auyón aus Guatemala und Santiago González Portillo aus El Salvador am Volcán Chingo und vereinbarten einen Tratado de Chingo mit welchem sie die Installation von Ponciano Leiva als neuen Präsidenten in Honduras verabredeten.
Justo Rufino Barrios Auyón aus Guatemala und Santiago González Portillo aus El Salvador ließen General Ponciano Leiva in der Ciudad de Choluteca am 23. November 1873 eine Gegenregierung einrichten. Von hier startete er einen Feldzug zum Sturz von Carlos Céleo Arias López. Leiva ließ Ciudad de Comayagua an Heilige Drei Könige 1874 besetzen und Arias absetzen, dieser kapitulierte am 13. Januar 1874 und wurde im Colegio Tridentino vom 13. Januar bis zum 1. Mai 1874 inhaftiert. Ein Standgericht verurteilte Arias zu fünf Jahren Verbannung und mit einer Eskorte wurde er nach El Salvador abgeschoben.
1876 trat Ponciano Leiva auf Druck von José María Reina Barrios, dem Präsidenten von Guatemala, zurück. Darauf wurde dessen Außenminister und politisches Ziehkind Marco Aurelio Soto Präsident von Honduras, bis Soto selbständig wurde und der Onkel von Reina Barrios, Justo Rufino Barrios Auyón, welcher zwischenzeitlich Präsident von Guatemala geworden war, ihn ins Exil drängte. In der folgenden Regierung unter Luis Bográn Barahona war Leiva Kriegsminister. Honduras hatte eine reguläre Regierungsarmee von 500 Soldaten, die Miliz hatte 20.000 Milizionäre. Als Bográn erkrankte, ließ er wählen.

## Zweite Amtszeit
Am 10. November 1891 wurde gewählt. Ein Gegenkandidat war Policarpo Bonilla.
Der Rücktritt 1893 zugunsten von Domingo Vázquez basierte auf Drohungen.